# Jíkev
Jíkev är en ort i Tjeckien.   Den ligger i regionen Mellersta Böhmen, i den centrala delen av landet, 50 km öster om huvudstaden Prag. Jíkev ligger 199 meter över havet och antalet invånare är 299.
Terrängen runt Jíkev är platt, och sluttar söderut. Runt Jíkev är det ganska glesbefolkat, med 47 invånare per kvadratkilometer. Närmaste större samhälle är Mladá Boleslav, 19,7 km nordväst om Jíkev. Trakten runt Jíkev består till största delen av jordbruksmark.